# Eifelkreis Bitburg-Prüm
Eifelkreis Bitburg-Prüm is een Landkreis in de Duitse deelstaat Rijnland-Palts. De Landkreis telt 100.055 inwoners (31 december 2020) op een oppervlakte van 1.626,12 km². Kreisstadt is de stad Bitburg.

## Steden en Gemeentes
Het Eifelkreis omvat 235 gemeentes en is daarmee de Landkreis met de meeste gemeentes. (tussen haakjes: inwoners op 30 juni 2006)
Verbandsvrije gemeente/stad
- Bitburg (12.901)

Stad behorende bij Verbandsgemeinde
- Kyllburg
- Neuerburg
- Prüm
- Speicher

1. Verbandsgemeinde Arzfeld
- Arzfeld (1.315)
- Dackscheid (159)
- Dahnen (362)
- Daleiden (905)
- Dasburg (230)
- Eilscheid (42)
- Eschfeld (182)
- Euscheid (155)
- Großkampenberg (169)
- Hargarten (95)
- Harspelt (83)
- Herzfeld (40)
- Irrhausen (233)
- Jucken (176)
- Kesfeld (93)
- Kickeshausen (37)
- Kinzenburg (41)
- Krautscheid (256)
- Lambertsberg (340)
- Lascheid (70)
- Lauperath (123)
- Leidenborn (167)
- Lichtenborn (356)
- Lierfeld (86)
- Lünebach (566)
- Lützkampen (395)
- Manderscheid (46)
- Mauel (69)
- Merlscheid (39)
- Niederpierscheid (44)
- Oberpierscheid (379)
- Olmscheid (148)
- Pintesfeld (43)
- Plütscheid (309)
- Preischeid (174)
- Reiff (54)
- Reipeldingen (79)
- Roscheid (68)
- Sengerich (21)
- Sevenig (Our) (61)
- Strickscheid (32)
- Üttfeld (488)
- Waxweiler (1.119)

2. Verbandsgemeinde Bitburger Land
- Badem (1.088)
- Balesfeld (209)
- Baustert (539)
- Bettingen (1.013)
- Bickendorf (488)
- Biersdorf am See (561)
- Birtlingen (71)
- Brecht (252)
- Brimingen (68)
- Burbach (652)
- Dahlem (248)
- Dockendorf (189)
- Dudeldorf (1.062)
- Echtershausen (106)
- Ehlenz (467)
- Enzen (48)
- Etteldorf (26)
- Eßlingen (57)
- Feilsdorf (35)
- Fließem (692)
- Gindorf (322)
- Gondorf (298)
- Gransdorf (307)
- Halsdorf (95)
- Hamm (17)
- Heilenbach (129)
- Hisel (17)
- Hütterscheid (219)
- Hüttingen an der Kyll (347)
- Idenheim (449)
- Idesheim (406)
- Ingendorf (229)
- Kyllburgweiler (118)
- Kyllburg (997)
- Ließem (91)
- Malberg (640)
- Malbergweich (389)
- Meckel (383)
- Messerich (509)
- Metterich (471)
- Mülbach (107)
- Nattenheim (516)
- Neidenbach (899)
- Neuheilenbach (268)
- Niederstedem (227)
- Niederweiler (83)
- Oberkail (608)
- Oberstedem (80)
- Oberweiler (148)
- Oberweis (562)
- Olsdorf (99)
- Orsfeld (162)
- Pickließem (295)
- Ritterdorf (1.386)
- Röhl (437)
- Sankt Thomas (306)
- Scharfbillig (73)
- Schleid (383)
- Seffern (341)
- Sefferweich (234)
- Seinsfeld (174)
- Steinborn (232)
- Stockem (85)
- Sülm (470)
- Trimport (302)
- Usch (70)
- Wettlingen (50)
- Wiersdorf (216)
- Wilsecker (197)
- Wißmannsdorf (797)
- Wolsfeld (800)
- Zendscheid (148)

3. Verbandsgemeinde Prüm
- Auw bei Prüm (670)
- Bleialf (1.191)
- Brandscheid (340)
- Buchet (272)
- Büdesheim (621)
- Dingdorf (98)
- Feuerscheid (363)
- Fleringen (339)
- Giesdorf (122)
- Gondenbrett (509)
- Großlangenfeld (150)
- Habscheid (566)
- Heckhuscheid (150)
- Heisdorf (103)
- Hersdorf (410)
- Kleinlangenfeld (149)
- Lasel (336)
- Masthorn (69)
- Matzerath (53)
- Mützenich (121)
- Neuendorf (104)
- Niederlauch (50)
- Nimshuscheid (292)
- Nimsreuland (122)
- Oberlascheid (149)
- Oberlauch (64)
- Olzheim (573)
- Orlenbach (207)
- Pittenbach (92)
- Pronsfeld (969)
- Prüm (5.341)
- Rommersheim (635)
- Roth bei Prüm (455)
- Schönecken (1.571)
- Schwirzheim (426)
- Seiwerath (148)
- Sellerich (307)
- Wallersheim (750)
- Watzerath (429)
- Wawern (303)
- Weinsheim (1.041)
- Winringen (67)
- Winterscheid (154)
- Winterspelt (815)

4. Verbandsgemeinde Speicher
- Auw an der Kyll (162)
- Beilingen (373)
- Herforst (1.139)
- Hosten (191)
- Orenhofen (1.317)
- Philippsheim (112)
- Preist (708)
- Spangdahlem (809)
- Speicher (3.134)

5. Verbandsgemeinde Südeifel
- Affler (30)
- Alsdorf (389)
- Altscheid (97)
- Ammeldingen an der Our (9)
- Ammeldingen bei Neuerburg (288)
- Bauler (71)
- Berkoth (87)
- Berscheid (66)
- Biesdorf (252)
- Bollendorf (1.593)
- Burg (22)
- Dauwelshausen (91)
- Echternacherbrück (646)
- Eisenach (353)
- Emmelbaum (75)
- Ernzen (427)
- Ferschweiler (891)
- Fischbach-Oberraden (58)
- Geichlingen (383)
- Gemünd (21)
- Gentingen (59)
- Gilzem (557)
- Heilbach (134)
- Herbstmühle (33)
- Holsthum (561)
- Hommerdingen (52)
- Hütten (50)
- Hüttingen bei Lahr (115)
- Irrel (1.406)
- Karlshausen (356)
- Kaschenbach (59)
- Keppeshausen (22)
- Koxhausen (110)
- Kruchten (397)
- Körperich (1.104)
- Lahr (180)
- Leimbach (65)
- Menningen (196)
- Mettendorf (1.123)
- Minden (161)
- Muxerath (51)
- Nasingen (45)
- Neuerburg (1.539)
- Niedergeckler (46)
- Niederraden (38)
- Niederweis (213)
- Niehl (63)
- Nusbaum (448)
- Obergeckler (163)
- Peffingen (224)
- Plascheid (69)
- Prümzurlay (555)
- Rodershausen (187)
- Roth an der Our (183)
- Schankweiler (193)
- Scheitenkorb (27)
- Scheuern (49)
- Sevenig bei Neuerburg (51)
- Sinspelt (452)
- Übereisenbach (51)
- Uppershausen (73)
- Utscheid (500)
- Waldhof-Falkenstein (38)
- Wallendorf (393)
- Weidingen (191)
- Zweifelscheid (48)

Verbandsvrije stad:  Bitburg